# Sesamgewächse
Sesamgewächse (Pedaliaceae) sind eine Pflanzenfamilie in der Ordnung der Lippenblütlerartigen (Lamiales). Die etwa 14 Gattungen mit 62 bis 85 Arten sind in der Paläotropis verbreitet, wobei die meisten Arten in ariden Gebieten gedeihen. Die bekannteste Art ist Sesam (Sesamum indicum).

## Beschreibung

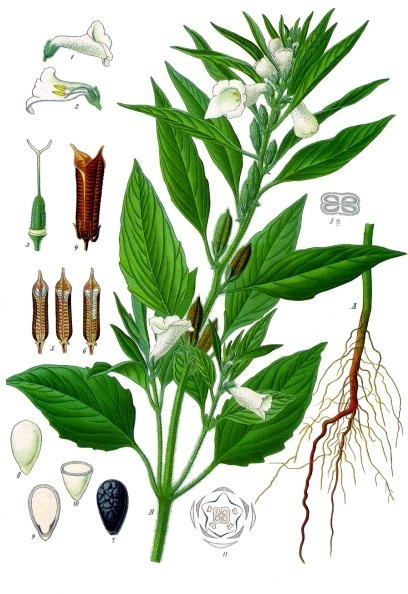
Illustration aus Köhler’s Medizinalpflanzen von Sesam (Sesamum indicum)

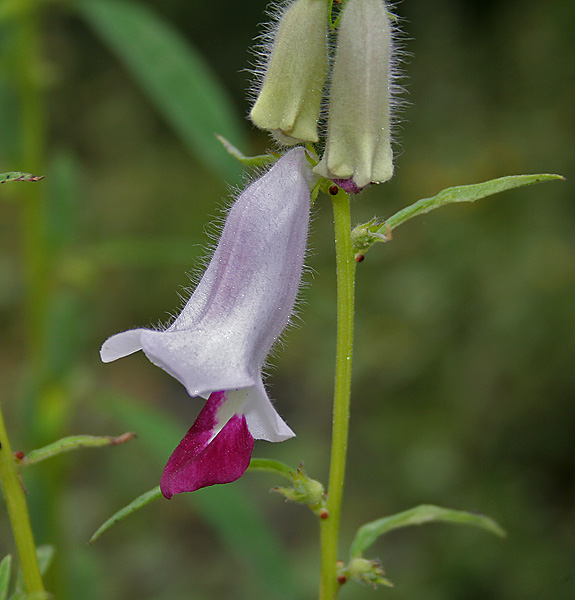
Zygomorphe Blüte von Sesamum mulayanum

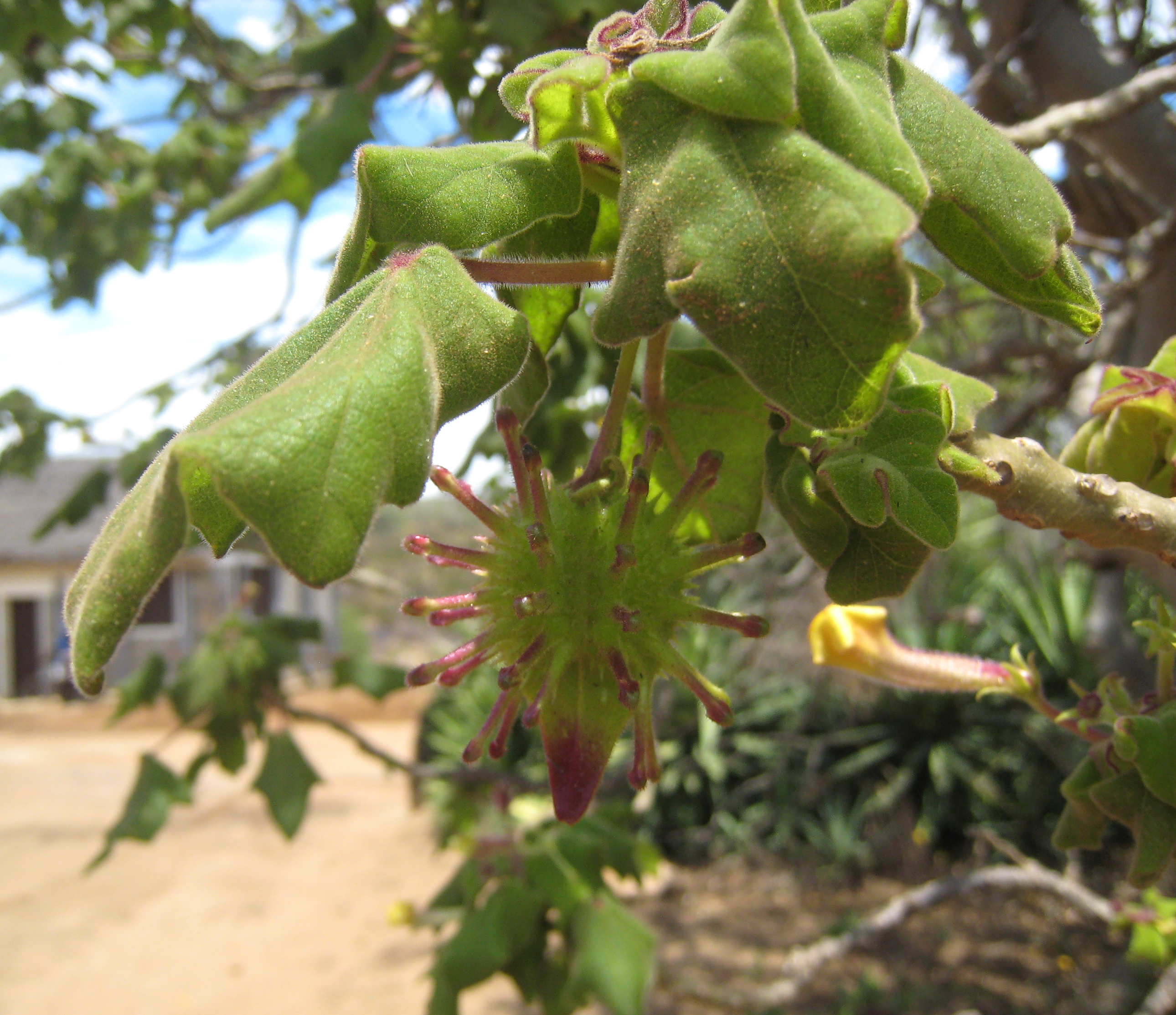
Frucht von Uncarina roeoesliana

### Vegetative Merkmale
Es sind meist einjährige oder ausdauernde krautige Pflanzen, oder selten laubabwerfende verholzende Pflanzen: Bäume oder Sträucher. Einige Arten sind Xerophyten, manchmal mit angeschwollenen Stämmen.
Die gegenständigen oder im oberen Bereich wechselständig angeordneten Laubblätter sind gestielt bis fast sitzend. Die einfachen Blattspreiten sind oft dicht mit drüsigen Haaren (Trichom) bedeckt. Die Blattränder sind glatt, gelappt oder gezähnt. Die Stomata sind anomocytisch. Nebenblätter sind keine vorhanden.

### Blütenstände und Blüten
Die Blüten stehen meist einzeln in den Blattachseln, seltener in zymösen Blütenständen zusammen. Der Blütenstiel besitzt oft extraflorale Nektarien (umgewandelte Blüten).
Die zwittrigen Blüten sind stark zygomorph, selten vier-, meist fünfzählig mit doppelter Blütenhülle (Perianth). Die selten vier, meist fünf Kelchblätter sind verwachsen. Die fünf Kronblätter sind zu einer ungleich zweilippigen Röhre verwachsen. Ein fleischiger Diskus ist vorhanden. Es ist nur der innere Kreis mit fünf Staubblättern vorhanden, von denen meist vier, selten nur zwei (Trapella), fertil sind und mindestens eines zu einem Staminodium reduziert ist. Die untereinander freien, deutlich ungleichen Staubblätter sind mit der Kronröhre verwachsen und an ihrer Basis inseriert. Die zweizelligen Pollenkörner besitzen selten drei, meist fünf bis fünfzehn Aperturen und sind colpat. Meist zwei Fruchtblätter sind zu einem meistens oberständigen, selten unterständigen Fruchtknoten verwachsen, der oft durch falsche Scheidewände in vier oder zwei Kammern geteilt ist. In zentralwinkelständiger Plazentation befinden sich eine (Josephinia) bis viele anatrope, unitegmische, tenuinucellate Samenanlagen je Fruchtknotenkammer. Der dünne Griffel endet in einer meist zweilappigen Narbe.

### Früchte und Samen
Die öffnenden oder nicht öffnenden Früchte besitzen meistens Flügel, Haken oder Hörner und sind fachspaltige (= lokulizide) Kapselfrüchte oder Nüsse. Jedes Fruchtfach enthält ein bis viele Samen. Die Samenschale ist glatt. Der kleine Embryo ist gerade.

## Ökologie
Die Bestäubung erfolgt durch Insekten (Entomophilie).
Die Ausbreitung der Diasporen erfolgt durch Anemochorie oder oft Epichorie.

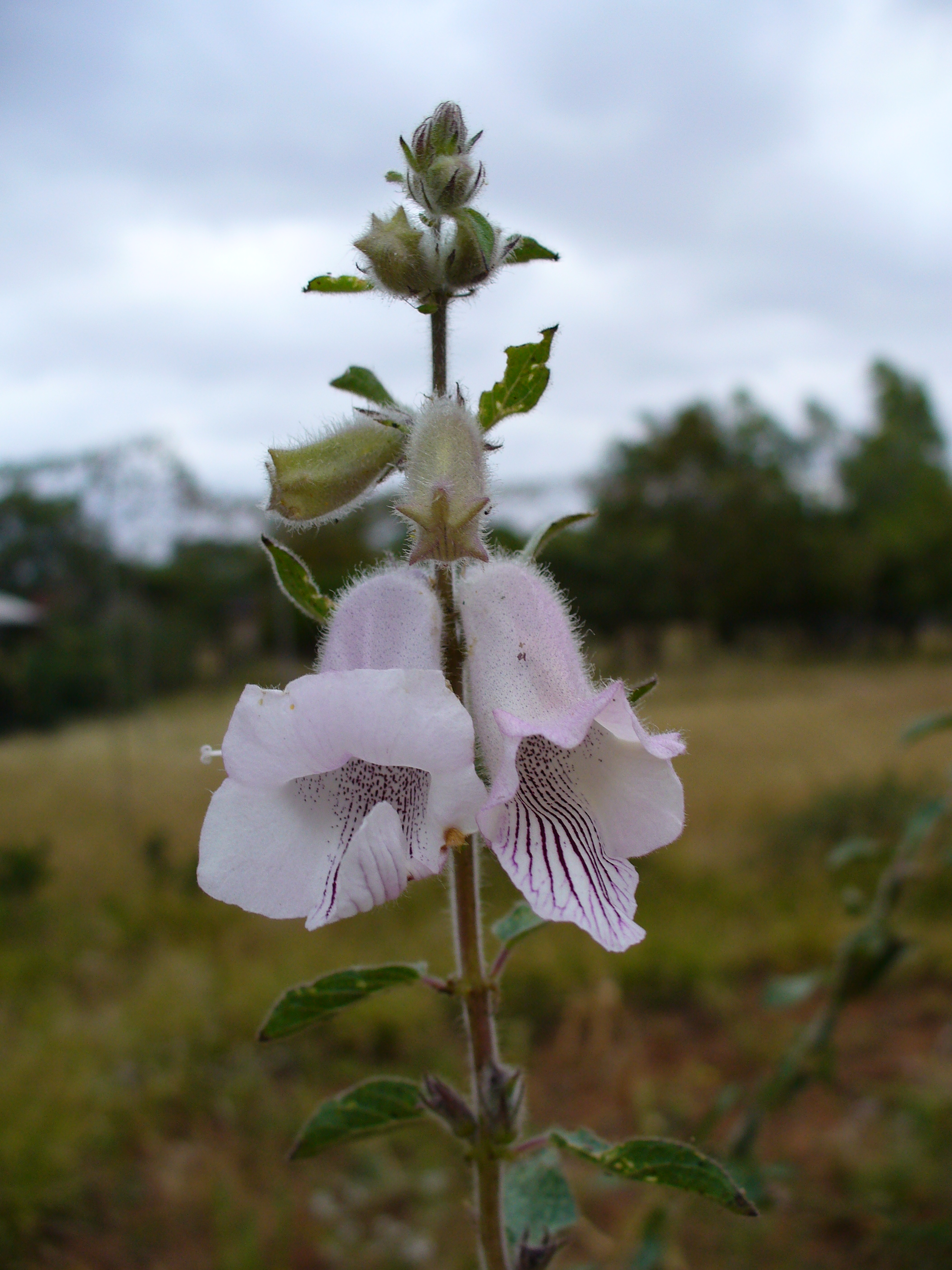
Blütenstand von Ceratotheca triloba

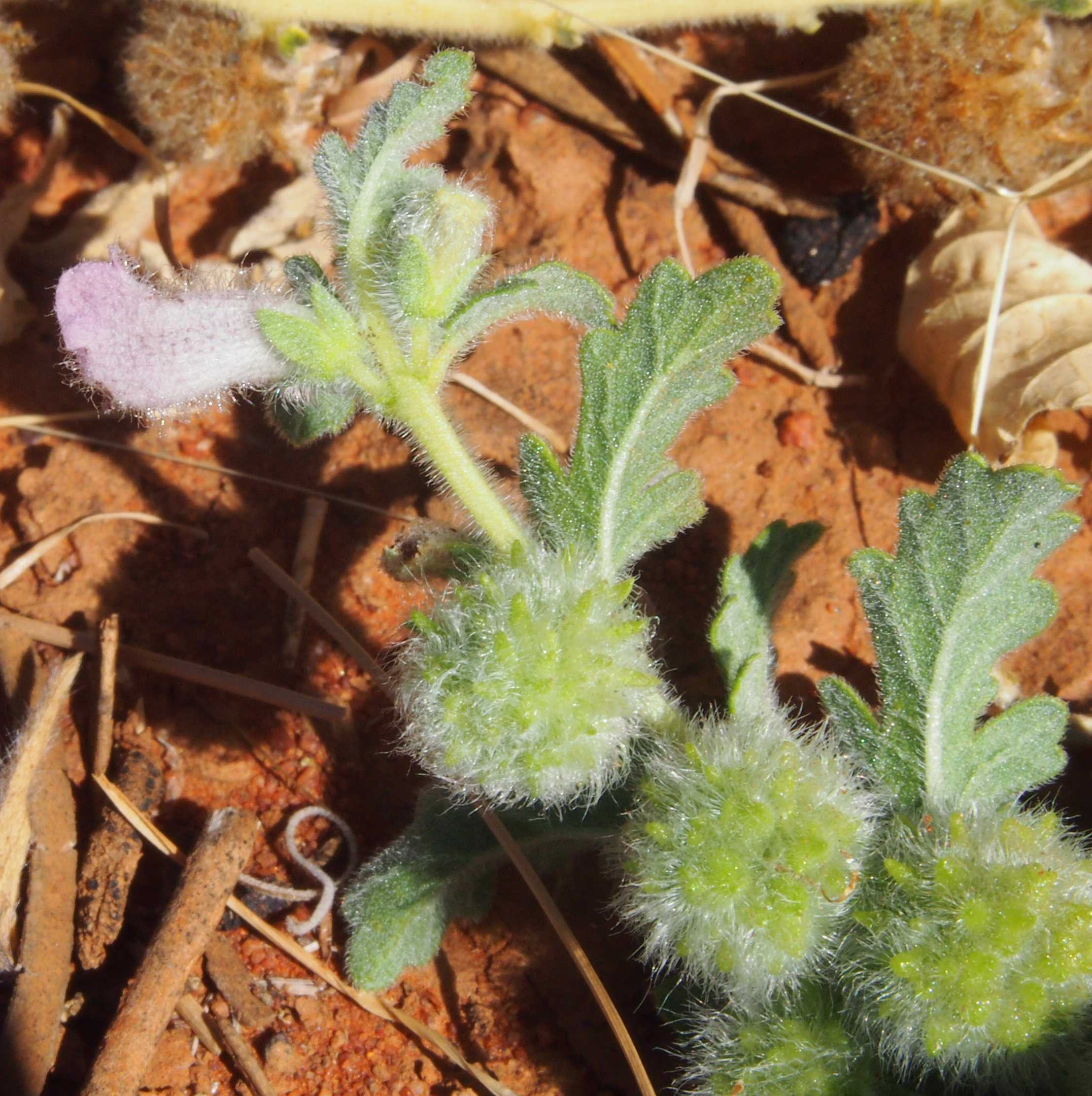
Josephinia eugeniae

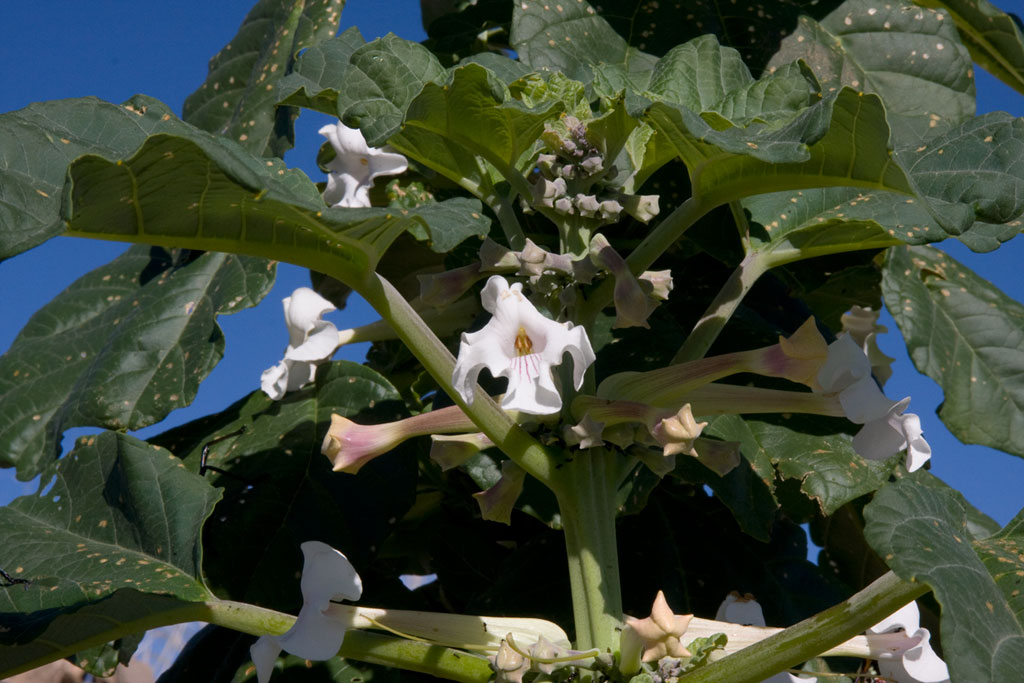
Rogeria longiflora

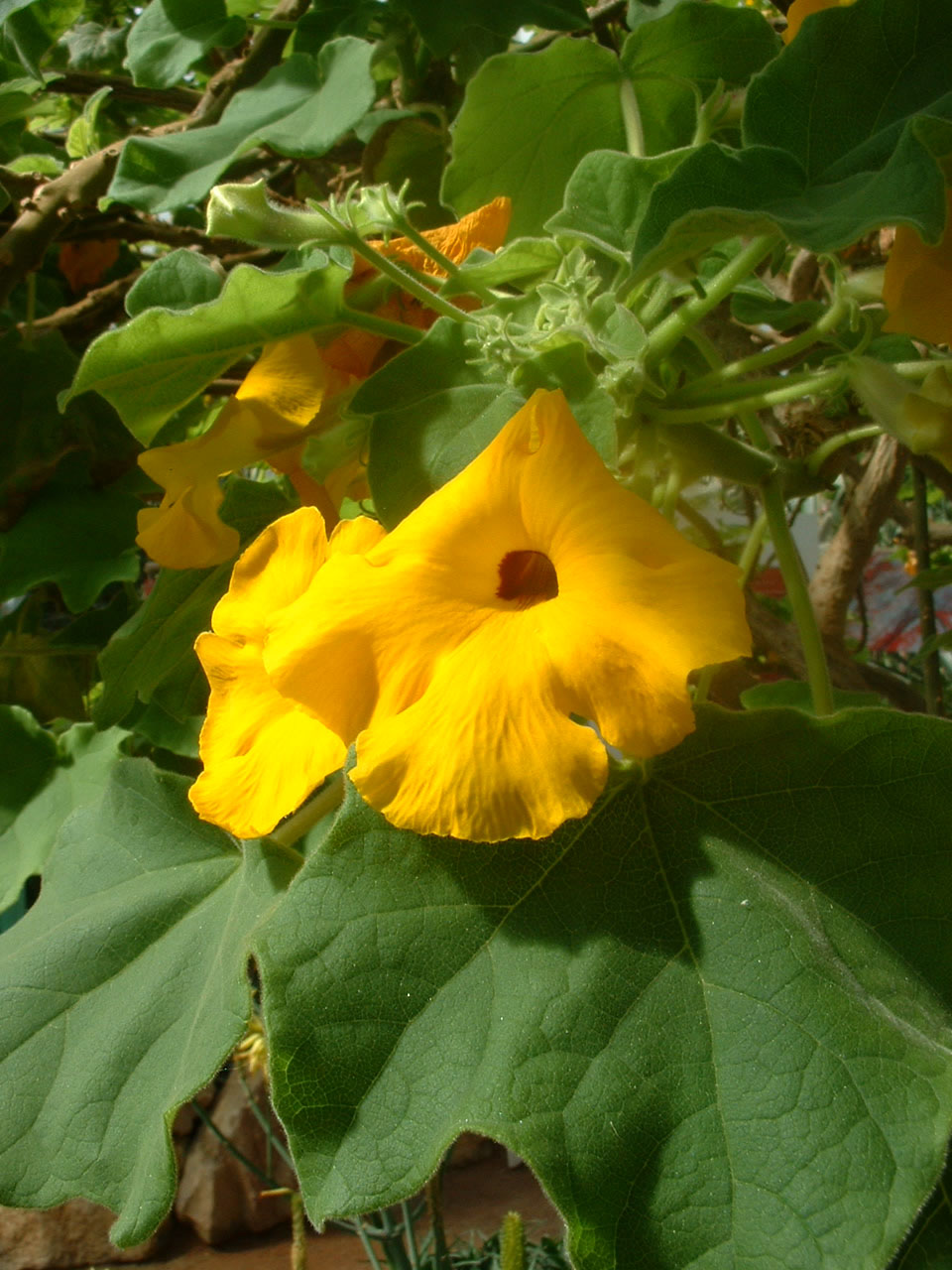
Uncarina grandidieri

## Systematik und Verbreitung
Die Familie Pedaliaceae wurde 1810 durch Robert Brown in Prodromus Florae Novae Hollandiae, Seite 519, unter der Bezeichnung „Pedalinae“, aufgestellt. Typusgattung ist Pedalium D.Royen ex L. Synonyme für Pedaliaceae R.Br. sind: Sesamaceae Horan., Trapellaceae Honda & Sakis.
Die Arten der Sesamgewächse haben eine hauptsächlich tropische Verbreitung entlang von Küsten oder an trockenen (ariden) Standorten. Die Familie kommt nur in der Alten Welt vor. Die Berichte einiger Rogeria-Arten in Brasilien scheinen falsch zu sein. Es gibt Arten von den Subtropen bis zu den Tropen in Afrika, Madagaskar, auf dem Indischen Subkontinent, in Südostasien, Malaysia und Australien.
In der Familie der Sesamgewächse (Pedaliaceae) gibt es etwa 14 Gattungen mit 62 bis 85 Arten:
- Ceratotheca Endl. (Syn.: Sporledera Bernh.): Die etwa fünf Arten sind vom tropischen bis ins südliche Afrika verbreitet.
- Dewinteria petrophila (De Winter) van Jaarsv. & A.E.van Wyk: Sie wurde 2007 aufgestellt und enthält nur eine Art:[2]
  - Dewinteria petrophila (De Winter) van Jaarsv. & A.E.van Wyk: Sie kommt nur in Namibia vor.[2]
- Dicerocaryum Bojer (Syn.: Pretrea J.Gay): Die etwa drei Arten sind im südlichen tropischen Afrika verbreitet.
- Harpagophytum DC. ex Meisn. (Syn.: Uncaria Burch.): Die etwa zwei Arten sind im südlichen Afrika verbreitet:
  - Afrikanische Teufelskralle (Harpagophytum procumbens (Burch.) DC. ex Meisn.): (Trivialnamen sind Devil's Claw, Grapple Plant, Wood Spider, Teufelskralle, Kamangu) Es gibt zwei Unterarten:[8]
    - Harpagophytum procumbens (Burch.) DC. ex Meisn. subsp. procumbens: Sie kommt im südlichen Afrika von Namibia sowie Botswana bis zu den südafrikanischen Provinzen North West, westliches Free State sowie Nordkap vor.[8]
    - Harpagophytum procumbens subsp. transvaalense Ihlenf. & H.E.K. Hartmann: Dieser Endemit kommt nur im nördlichsten Teil der südafrikanischen Provinz Limpopo vor.[8]

  - Harpagophytum zeyheri Decne.: Sie ist im südlichen Afrika von Namibia sowie Sambia bis Botswana sowie Simbabwe verbreitet. (Trivialnamen sind Devil's Claw, Grapple Plant, Wood Spider, Teufelskralle, Kamangu)[9]
- Holubia Oliv.: Sie enthält nur eine Art:[2]
  - Holubia saccata Oliv.: Sie ist im südlichen Afrika in Botswana sowie in Südafrika verbreitet.[2]
- Josephinia Vent. (Syn.: Pretreothamnus Engl.): Die vier bis sechs Arten sind in Australien (drei Arten), Malaysia und im nordöstlichen Afrika verbreitet.[2]
- Linariopsis Welw.: Die etwa drei Arten kommen im westlichen bis südwestlichen tropischen Afrika vor.[2]
- Pedaliodiscus Ihlenf.: Sie enthält nur eine Art:[2]
  - Pedaliodiscus macrocarpus Ihlenf.: Sie kommt in Ostafrika vor.[2]
- Pedalium D.Royen ex L.: Sie enthält nur eine Art:[2]
  - Pedalium murex L.: Sie kommt im westlichen Pakistan (Sindh), Indien (Kathiawar, Gujrat, Delhi, Bombay), Sri Lanka und im tropischen Afrika vor.
- Pterodiscus Hook. (Syn.: Pedaliophyton Engl.): Die etwa 14 Arten sind vom tropischen Ostafrika bis ins südliche Afrika verbreitet.[2]
- Rogeria J.Gay ex Delile: Die etwa vier Arten sind der Sahelzone und vom tropischen Westafrika bis ins südliche Afrika verbreitet.[2]
- Sesamothamnus Welw. (Syn.: Sigmatosiphon Engl.): Die etwa sechs Arten vom tropischen Westafrika bis ins südliche Afrika verbreitet.[2]
- Sesamum L.: Die etwa 20 Arten sind hauptsächlich im Subsahara-Afrika und auf dem Indischen Subkontinent verbreitet.[2] Hierher gehört beispielsweise:
  - Sesam (Sesamum indicum L.)
- Uncarina (Baill.) Stapf: Die etwa 14 Arten kommen nur auf Madagaskar vor:[10][11][12][2]

Die früher in diese Familie eingeordneten Gattungen Craniolaria L., Holoregmia Nees, Ibicella Van Eselt., Martynia L. und Proboscidea Schmidel gehören nach molekulargenetischen Untersuchungen zur Familie der Martyniaceae.
Die Gattung Trapella Oliv.: Sie enthält nur ein oder zwei Arten. Es sind Wasserpflanzen aus Asien. Wenn es nur eine Art ist, dann ist es Trapella sinensis Oliv., die in China, Japan, Korea und Russlands Fernem Osten vorkommt. Sie gehört seit 2015 zur Tribus Gratioleae innerhalb der Familie Plantaginaceae.